# シェパートン
シェパートン（Shepparton）は、オーストラリアのビクトリア州にある都市。人口は5万1631人（2018年）。ビクトリア州では4番目に人口が多い。
1860年設立。年間雨量が約430mmと少ないため、当初は羊の放牧地として利用された。1880年に鉄道が開通し駅周辺は商業地として急速に発展した。1900年代に入るとゴールバーン川の灌漑用水が整備され栽培農業が広まった。近年は食品加工工場の進出が顕著である。
シェパートンには比較的大きなイスラム教コミュニティーがある。市内には4つのモスクが立地している。
愛知県豊明市と友好都市を結んでいる。豊明市ではシェパトン市と紹介されている。

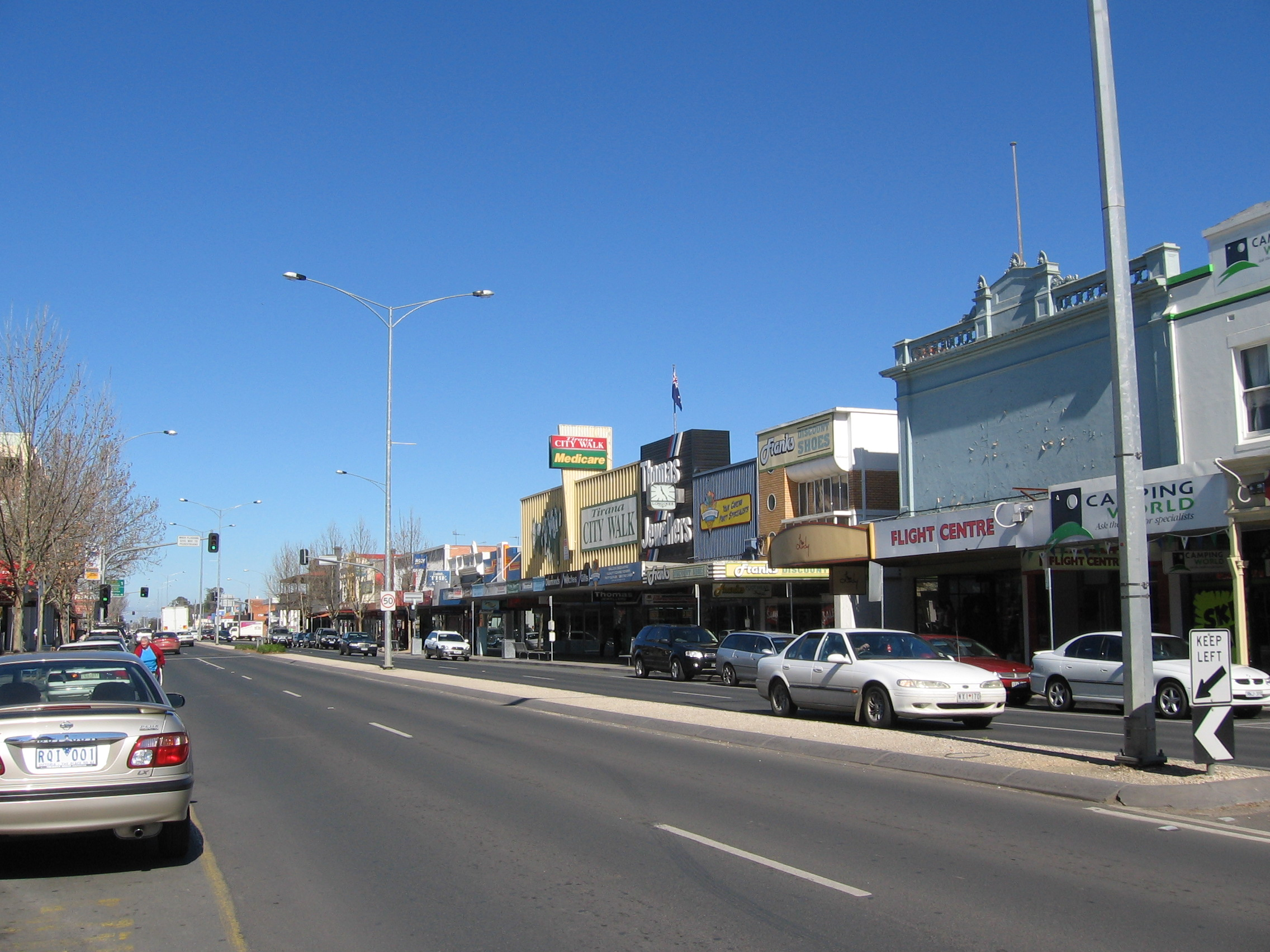
ウィンダム通り